# Acanthixalus spinosus
Espèce
Synonymes
- Hyperolius spinosus Buchholz & Peters, 1875

Statut de conservation UICN

 LC  : Préoccupation mineure
Acanthixalus spinosus est une espèce d'amphibiens de la famille des Hyperoliidae.

## Répartition
Cette espèce se rencontre du Sud-Est du Nigeria et du Sud du Cameroun en direction de l'Est vers le Nord-Est de la République démocratique du Congo (Kivu), et en direction du Sud vers l'extrême Ouest de la République démocratique du Congo (Mayombe). Elle est également présente au Gabon et en République du Congo. Sa présence est incertaine dans le sud-ouest de la République centrafricaine, en Guinée équatoriale, et dans l'enclave de Cabinda en Angola,.

## Description
L'holotype de Acanthixalus spinosus mesure 39 mm. Cette espèce a la face dorsale brun foncé ou grise. Son dos est couvert de verrues avec des épines saillantes.

## Étymologie
Son nom d'espèce, du latin spīnōsus, « couvert d'épines », lui a été donné en référence à l'aspect de sa peau.

## Publication originale
- Peters, 1875 : Über die von Herrn Professor Dr. R. Buchholz in Westafrika gesammelten Amphibien. Monatsberichte der Königlich preussischen Akademie der Wissenschaften zu Berlin, vol. 1875, p. 196-212 (texte intégral).